# 帕维尔·巴拉克申
帕维尔·尼古拉耶维奇·巴拉克申（俄語：Павел Николаевич Балакшин，1936年7月10日—2024年4月15日），俄罗斯政治人物。

## 生平
1936年生于阿尔汉格尔斯克州科特拉斯區杰缅季耶沃。1952年开始在“和平”集体农场工作。1972年毕业于阿尔汉格尔斯克林业工程学院函授班。1959年至1985年，历任科特拉制浆造纸厂工程师、高级工程师、车间主任、副总工程师、总工程师。1985年至1987年，任科特拉制浆造纸厂建设部主任（约什卡尔奥拉）。1987年至1990年，阿尔汉格尔斯克制浆造纸厂总经理。
1990年至1991年，任阿尔汉格尔斯克州人民代表大会执行委员会主席。1991年9月19日，被俄罗斯联邦总统鲍里斯·叶利钦任命为阿尔汉格尔斯克州首任政府主席。1993年12月，当选俄罗斯联邦委员会议员。1996年辞去政府主席职务。1996年12月至2000年12月，任阿尔汉格尔斯克市长。2008年起任阿尔汉格尔斯克州州长顾问委员会主席。2011年4月，被授予阿尔汉格尔斯克市荣誉市民称号。